# Petr Švehla
Petr Švehla, (* 1. duben 1972 Hodonín Československo) je bývalý reprezentant Česka a krátce Slovenska v zápase řecko-římském. Mistr Evropy z roku 2001.

## Sportovní kariéra
V zápasit začal v 10 letech v rodném městě. Po vyučení zamířil na vojnu do Trenčína, kde trénoval až do roku 1996. Po rozdělení republik v roce 1993 sice zvolil české občanství, ale později reprezentoval Slovensko. V roce 1996 se nekvalifikoval na olympijské hry v Atlantě a následně se vrátil do Česka do Chomutova. Později přešel do Prahy, kde trénoval pod Ervínem Vargou.
Na olympijské hry v Sydney se kvalifikoval sedmým místem na mistrovství světa v roce 1999, ale na olympijský turnaj nevyladil optimálně formu. Prohrál oba své duely ve skupině a do vyřazovacích bojů nepostoupil. Náladu si spravil ani né za půl roku, kdy na mistrovství Evropy překvapil i sám sebe prvním místem.
V roce 2004 si opět zajistil kvalifikaci na olympijské hry v Athénách s předstihem. Zažil však deja-vu, když oba své zápasy ve skupině prohrál. Zlatou medaili bral nakonec jemu výkonnostně podobný Maďar István Majoros.
Po Athénách změnil váhovou kategorii za pérovou, ale po úspěšném roce 2005 klesl v dalších letech do výsledkového průměru (věk). V roce 2008 se nekvalifikoval na olympijské hry v Pekingu a rok na to ukončil sportovní kariéru. Věnuje se práci kondičního trenéra v Chomutově.

## Výsledky
| Turnaj             | Česko     | Slovensko | Slovensko | Česko     | Česko     | Česko     | Česko     | Česko          | Česko          | Česko          | Česko          | Česko       | Česko       | Česko       | Česko       | Česko       |
| Turnaj             | 1994      | 1995      | 1996      | 1997      | 1998      | 1999      | 2000      | 2001           | 2002           | 2003           | 2004           | 2005        | 2006        | 2007        | 2008        | 2009        |
| Turnaj             | 22        | 23        | 24        | 25        | 26        | 27        | 28        | 29             | 30             | 31             | 32             | 33          | 34          | 35          | 36          | 37          |
| Turnaj             | muší váha | muší váha | muší váha | muší váha | muší váha | muší váha | muší váha | bantamová váha | bantamová váha | bantamová váha | bantamová váha | pérová váha | pérová váha | pérová váha | pérová váha | pérová váha |
| ------------------ | --------- | --------- | --------- | --------- | --------- | --------- | --------- | -------------- | -------------- | -------------- | -------------- | ----------- | ----------- | ----------- | ----------- | ----------- |
| Olympijské hry     | –         | –         | dns       | –         | –         | –         | 16.       | –              | –              | –              | 19.            | –           | –           | –           | dns         | -           |
| Mistrovství světa  | 12.       | 8.        | –         | 25.       | dns       | 7.        | –         | 12.            | 34.            | 4.             | –              | 3.          | 24.         | 34.         | –           | dns         |
| Mistrovství Evropy | 19.       | 11.       | 11.       | 17.       | 14        | 8.        | 13.       | 1.             | 26.            | 16.            | 3.             | 5.          | 7.          | 18.         | 26.         | 15.         |